# باري بيبر
باري بيبر (بالإنجليزية: Barry Pepper)‏ ممثل كندي من مواليد 4 أبريل 1970 في مدينة كامبيل ريفر بكندا، حاصل على جائزة التوتة الذهبية لأسوأ ممثل بدور مساعد عن دوره في فيلم ساحة المعركة الأرض عام 2000. ظهر بيبر في العديد من الأفلام منها الساعة 25.

## وصلة خارجية
- باري بيبر على موقع IMDb (الإنجليزية)
- باري بيبر على موقع قاعدة بيانات الأفلام العربية
- باري بيبر على موقع ألو سيني (الفرنسية)
- باري بيبر على موقع أول موفي (الإنجليزية)
- باري بيبر على موقع قاعدة بيانات الأفلام السويدية (السويدية)
- باري بيبر على موقع إن إن دي بي (الإنجليزية)
- باري بيبر على موقع قاعدة بيانات الفيلم (الإنجليزية)
- باري بيبر على موقع كينوبويسك (الروسية)